# 잭잭의 공격
잭잭의 공격(Jack-Jack Attack)은 미국에서 제작된 브래드 버드 감독의 2005년 애니메이션, 모험, 가족 영화이다. 브렛 브룩 파커 등이 주연으로 출연하였고 오스냇 슈러 등이 제작에 참여하였다. 픽사가 제작한 단편 영화로, 2004년 영화 인크레더블의 스핀오프이다.

## 출연

### 주연
- 브렛 브룩 파커
- 버드 럭키

### 조연
- 제이슨 리

## 제작진
- Ass-PD: 로저 굴드